# Zilahi Dezső
Gyurgyókai Zilahi Dezső, 1882-ig Zwicker Dezső, névváltozata: Zilahy (Pest, 1873. szeptember 12. – Budapest, 1956. május 26.) újságíró, a Fővárosi Idegenforgalmi Hivatal igazgatója, Zilahi Simon (1849–1913) újságíró fia.

## Élete
Zilahi Simon (1849–1913) és Schlesinger Janka (1853–1930) első gyermekeként született. Tanulmányait a Kegyes Tanítórendek Budapesti Főgimnáziumában (1883–85), majd a VII. Kerületi Magyar Királyi Állami Gimnáziumban (1885–87), végül a Budapesti Kereskedelmi Akadémián (1888–90) végezte. Ezt követően a Budapesti Hírlap szerkesztőségéhez csatlakozott, ahol 1896-tól a hírlapkiadó vállalat helyettes igazgatója, majd apja 1913-ban bekövetkezett halálától igazgatója volt. 1916-ban kinevezték az akkor alakult Fővárosi Idegenforgalmi Hivatal igazgatójává, melyet 1938 októberi nyugdíjazásáig vezetett. Tagja volt a Magyar Újságkiadók Országos Szövetségének és az Országos Idegenforgalmi Tanács intézőbizottságának. Számos cikke jelent meg hazai és külföldi szaklapokban az idegenforgalom témakörében.

## Művei
- Pályamutató. A pályaválasztás előtt álló magyar ifjúság kalauza (Budapest, 1901)

## Családja
1895. szeptember 30-án a józsefvárosi plébániatemplomban nőül vette Rákosi Jenő unokahúgát, Rákosi Eugéniát (1875–1961). A násznagyok Rákosi Jenő és Rákosi Béla voltak. Az esketést Ott Ádám újlaki plébános végezte. A férj a házassága évében (1895. április) kikeresztelkedett a római katolikus vallásra.
Gyermekei:
- Zilahi Katalin (1896–1961). Férje Köpf Vince (1882–?).
- Zilahi János (1897–1958). Felesége Budai Mária.
- Zilahi Julianna (1899–?). Férje csepini Adamovich Károly (1892–?) gazdatiszt.
- Zilahi Pál Győző (1900–?). Felesége hamvai Kováts Mária Aranka.[7] 1938-ban elváltak.
- Zilahy Miklós (1902–1949) orvos. Felesége Kenyeres Klára Zerlina (1902–?).
- Zilahi Sarolta Zsófia (1904–2001). Férje Dunay András Imre (1906–2000) gépészmérnök.
- Zilahi András Lajos (1906–1981) állatorvos, okleveles gazda. Első felesége Gräfl Anna Jozefa (1908–?), második Szabó Jolán.
- Zilahy Mária Hedvig (1912–1979). Férje Gerő László (1909–1995) építésztörténész.

## Díjai, elismerései
- Signum Laudis
- Pro Ecclesia et Pontifice érdemkereszt
- Osztrák Köztársaság arany díszjelvénye
- Kormányzói Elismerés (1926)